# بلبل محرشف الصدر
بلبل محرشف الصدر (الاسم العلمي: Pycnonotus squamatus) (بالإنجليزية: Scaly-breasted Bulbul)‏ هو نوع من الطيور يتبع جنس البلبل من فصيلة البلابل.